# Бунге (дворянский род)
Бунге (нем. von Bunge) — дворянский род.
Происходят из Восточной Пруссии. Из этого рода происходит ряд русских врачей, учёных и государственных деятелей.

## Родословная
Российские дворяне Бунге — потомки Гeopга Фридриха Бунге, который в 1751 году получил в управление первую партикулярную киевскую аптеку, был основателем киевской евангелическо-лютеранской общины.
- Георг Фридрих (1722—1792)
  - Фридрих Иоганн (1760—1830?) — аптекарь, член-корреспондент Санкт-Петербургской академии наук (1804)[1][2]
  - Георг Георгиевич (1761—1815) — аптекарь, провизор Санкт-Петербургской аптеки[3]
  - Андрей Георгиевич (1766—1814) — аптекарь, основал в Киеве на Куренёвке ботанический сад и огород
    - Фридрих-Георг (1802—1897) — русский юрист и историк
      - Фёдор Фридрихович (1826—1911) — чиновник городского управления Ревеля, юрист[4]
        - Фридрих Фёдорович (1860—1920) — губернатор Сахалинской обл.[5][6]

    - Александр Андреевич (2-й) (1803—1890) — русский ботаник[7]
      - Густав Александрович (1844—1920) — физиолог, профессор в Базеле
      - Александр Александрович (1851—1930) — зоолог и путешественник[8]

  - Готлиб Георгиевич (1769—1769) — умер в малолетстве
  - Христиан Георгиевич (1-й) (1770—1776) — умер в малолетстве
  - Яков Георгиевич (1772—1812) — поручик, длительное время жил в Крыму
  - Христиан Георгиевич (2-й) (1776—1857) — известный киевский педиатр
    - Андрей Христианович (1811—1885) — инженер путей сообщений[9]
      - Николай Андреевич (1842—1915) — русский химик, профессор Киевского университета

    - Николай Христианович (1823—1895) — экономист, государственный деятель

  - Христофор Георгиевич (1781—1860) — русский медик, заслуженный профессор МГУ

## Описание герба
Щит с золотой главой рассечен на серебро и лазурь. В поле щита — лилия, переменяющая цвет в серебре на лазурь, а в лазури на серебро.
На щите дворянский коронованный шлем. Нашлемник: три страусовых пера. Намёт на щите лазоревый, подложенный золотом и серебром.